# Michail Nikolajewitsch de Giers

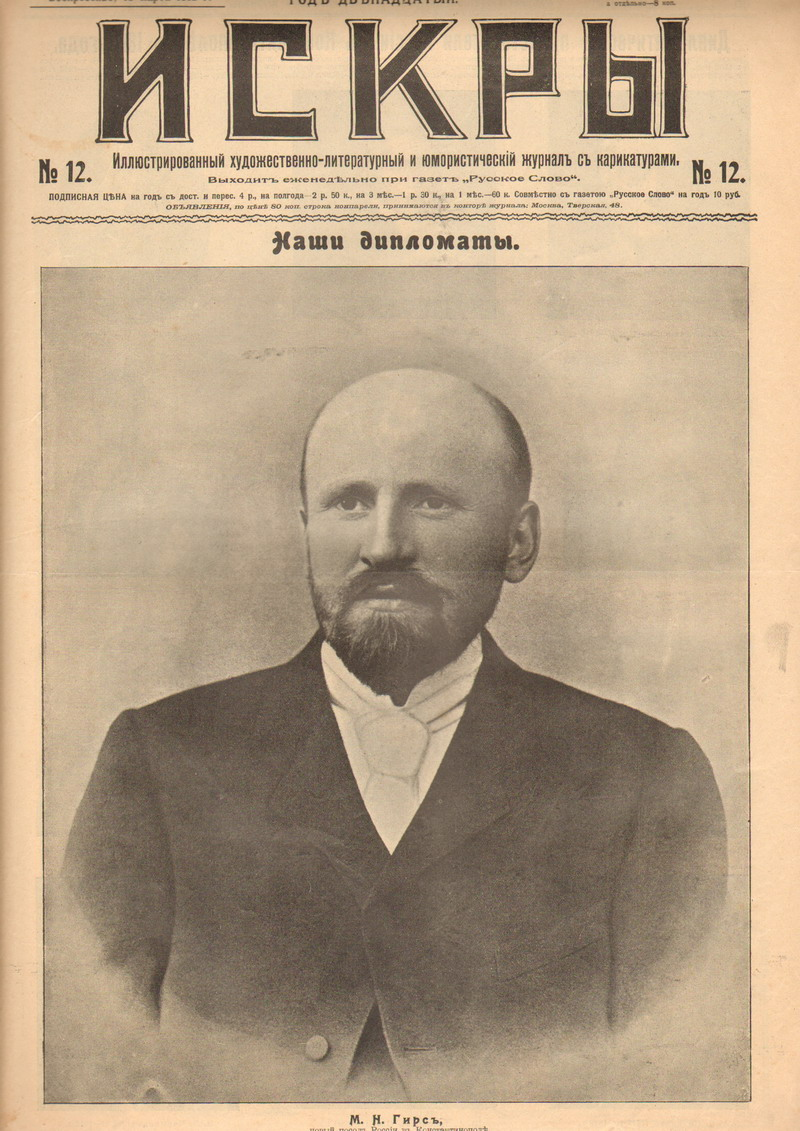
Michail de Giers (1912).

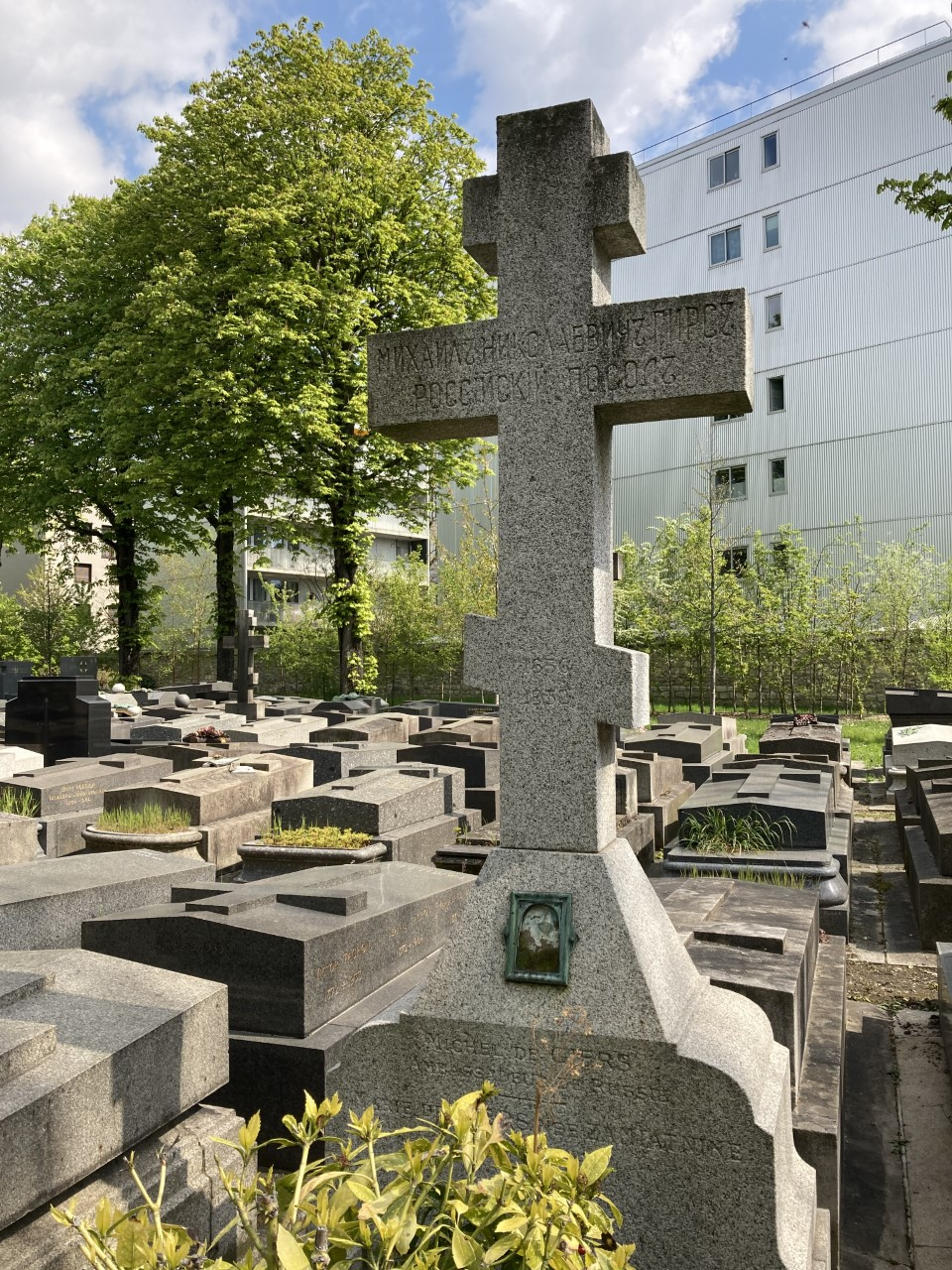
Grab.

Michail Nikolajewitsch de Giers (russisch Михаил Николаевич Гирс; * 22. April 1856; † 27. November 1932 in Paris)  war ein russischer Diplomat.

## Leben
Der Vater von Michael Nikolajewitsch de Giers war Nikolai Karlowitsch de Giers. De Giers wurde als Militär 1877 bis 1878 im Russisch-Osmanischen Krieg eingesetzt und trat 1878 in den auswärtigen Dienst ein. Mit Gesandtschaftssitz Rio de Janeiro war er von 1895 bis 1898 auch bei der Regierung der Vereinigten Staaten von Argentinien akkreditiert. Weitere Stationen waren Peking von 1898 bis 1901, München (1901–1902) und Bukarest.
Von 1912 bis 1914 war er russischer Botschafter in Konstantinopel. Von dort lieferte er ausgezeichnete Berichte über die deutsch-osmanischen Kriegsvorbereitungen und sagte den Überfall im Schwarzen Meer durch die osmanische Flotte unter Admiral Souchon voraus. Am 31. Oktober 1914 – also zwei Tage nach dem Überfall – musste er Konstantinopel verlassen und Russland erklärte dem osmanischen Reich am 2. November den Krieg.   
Ab 1915 war er in Rom akkreditiert, wo er ab 24. März 1917 die Regierung Alexander Fjodorowitsch Kerenski vertrat. In der Folge der Oktoberrevolution emigrierte er nach Paris, wo er zunächst als Diplomat der restaurativen Bürgerkriegspartei tätig war. Sein Grab befindet sich auf dem Cimetière des Batignolles.